# سرافین ایدو
سرافین ایدو (انگلیسی: Serafín Aedo; ۱۱ نوامبر ۱۹۰۸ – ۱۴ اکتبر ۱۹۸۸) بازیکن فوتبال اهل اسپانیا بود.
از باشگاه‌هایی که در آن بازی کرده‌است می‌توان به باشگاه فوتبال رئال بتیس و باشگاه فوتبال ریور پلاته اشاره کرد.
وی همچنین در تیم‌های ملی فوتبال اسپانیا و باسک بازی کرده‌است.